# Gumbranch
Gumbranch – miasto w Stanach Zjednoczonych, w stanie Georgia, w hrabstwie Liberty.

## Demografia
Wzrost zaludnienia w mieście od 2000 wynosi 51,85%. Stopa bezrobocia w Gumbranch wynosi 9,20%.